# Barry (pies ratowniczy)

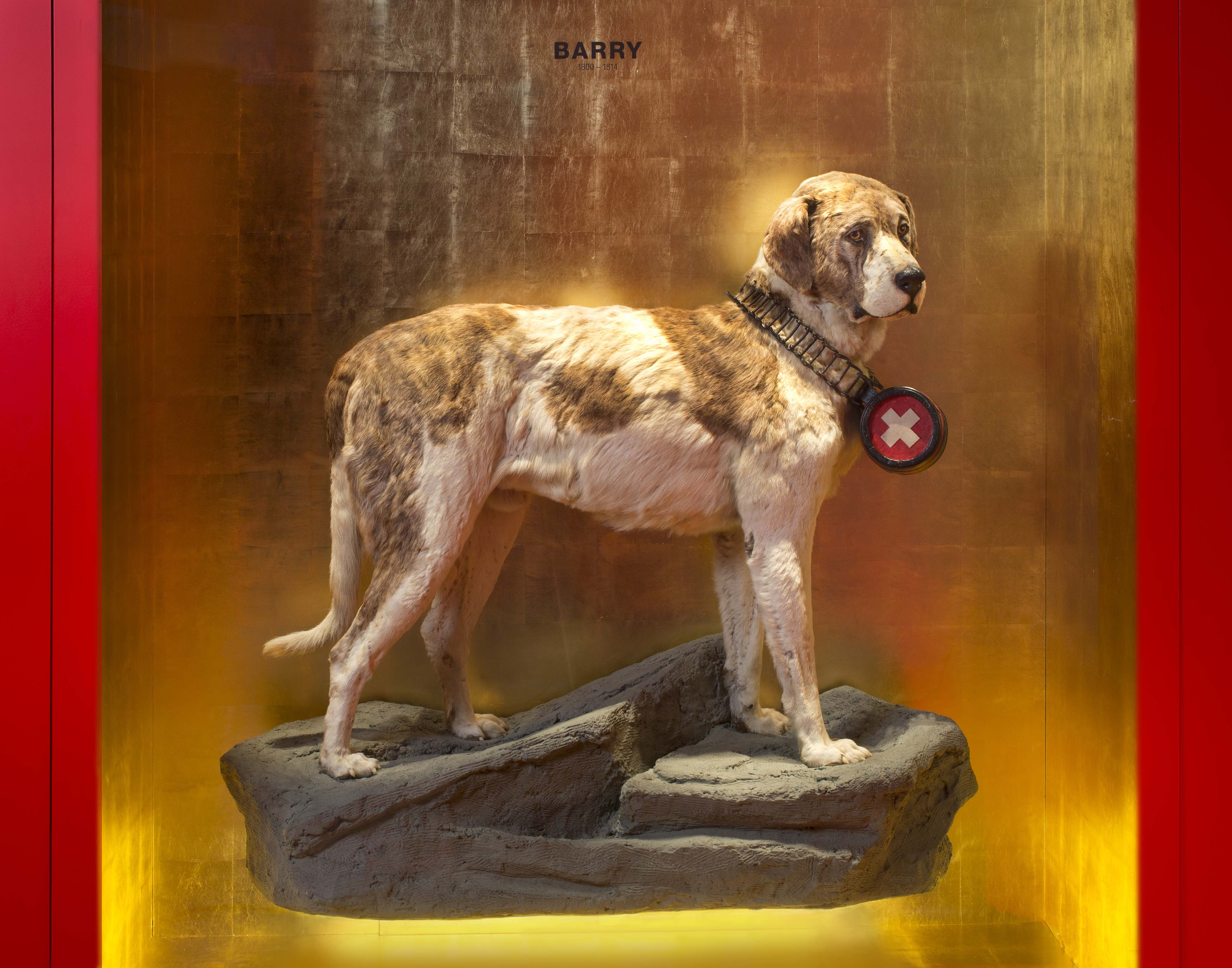
Barry jako eksponat w Muzeum Narodowym w Bernie

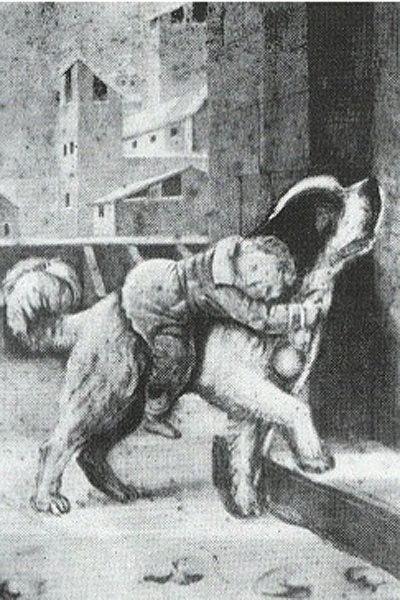
Barry z dzieckiem na grzbiecie na starej pocztówce – przedstawienie według legendy miejskiej

Barry – pies ratowniczy rasy bernardyn, żył w latach 1800–1814. 

## Opis
Służył w schronisku na Przełęczy Świętego Bernarda. Przypisuje się mu uratowanie ponad 40 osób – zaginionych i zasypanych przez lawiny turystów. Gdy się zestarzał i nie był już w stanie służyć, w 1812 roku trafił do Berna, gdzie był utrzymywany aż do swej naturalnej śmierci.
Jego ciało zostało spreparowane i wypchany Barry trafił do Muzeum Narodowego w Bernie. W 1923 roku, za pomocą technik dermoplastycznych, zastąpiono wypchanego Barry’ego gipsowym odlewem, wiernie oddającym jego kształt. Do dziś zajmuje honorowe miejsce w holu muzeum, jako pierwszy eksponat. 
Po sporządzeniu odlewu Barry’ego pochowano na cmentarzu dla zwierząt Cimetière des Chiens na tak zwanej Wyspie Robinsona między Asnières a Clichy, niedaleko Paryża.

## Legenda o Barrym
Pomnik przedstawia go z trzymającym się jego obroży dzieckiem na grzbiecie, napis na nagrobku zaś głosi:
Barry z Wielkiej Przełęczy Świętego Bernarda
Uratował czterdziestu ludziom życie
Zabił go czterdziesty pierwszy.
Napis ten odzwierciedla legendę miejską, wedle której Barry samodzielnie uratował 40 osób, a następnie został zabity przez nieznajomego, który rzekomo wystraszył się jego groźnej paszczy.
Legendę podważył szwajcarski kynolog Albert Heim, przy okazji podając też w wątpliwość motyw z uratowanym dzieckiem uczepionym obroży Barry’ego. Pierwsze wersje tej legendy pojawiły się dopiero w 1840 roku. Opisał ją zakonnik, Peter Scheitlin, który co prawda widział Barry’ego na własne oczy, lecz inne jego prace zostały już wcześniej podważone jako nie posiadające wartości dokumentalnej konfabulacje. Historię wymyśloną przez Scheitlina powtórzył następnie pisarz Friedrich von Tschudi w Świecie zwierzęcym Alp.
W rzeczywistości psy uczestniczyły w wyprawach ratunkowych w grupach, nie można zatem Barry’emu przypisać samodzielnego uratowania 40 osób. Jednakże jego udział w ratowaniu turystów pozostaje bezsporny.
Nieprawdą jest też, by Barry zginął z ludzkiej ręki, wiadomo bowiem, że zmarł śmiercią naturalną.